# Скрипаль Сергій Вікторович
Сергій Вікторович Скрипаль (рос. Сергей Викторович Скрипаль; нар. 23 червня 1951, Київ, УРСР) — колишній радянський та російський офіцер військової розвідки українського походження; до 1999 року співробітник ГРУ; полковник запасу ЗС РФ. 2006 року був засуджений в Росії за статтею «державна зрада» за шпигунство на користь Британії.
2010 року в процесі обміну на спійманих у США російських шпигунів-нелегалів, був амністованим президентом Медведєвим і висланий за межі РФ. Після чого оселився у Британії.
4 березня 2018 року на життя Скрипаля був вчинений замах — разом з 33-річною дочкою він був отруєний сильнодіючою нервово-паралітичною речовиною сімейства «Новичок». У проведені розслідування в допомогу Скотланд-Ярду були залучені підрозділи військ протихімічного захисту.

## Кар'єра
Сергій Скрипаль народився 23 червня 1951 року в Києві (за іншими даними, в Калінінграді). У 1972 році закінчив військово-інженерне училище в Калінінграді за фахом сапер-десантник. Після училища вступив до Військово-інженерної академії імені Куйбишева, яка готувала офіцерів-десантників. З ПДВ перевівся в ГРУ. У 1999 році пішов у відставку в званні полковника. До 2001 року працював в управлінні справами МЗС Росії, потім в міністерстві територіальних утворень Московської області. Викладав у Військово-дипломатичній академії. Одночасно Скрипаль вів бізнес — на початку 2000-х він був співвласником компанії «Юніекспл», яка займається розмінуванням місцевості, проводить спеціальні вибухові роботи і утилізує застарілі боєприпаси і бойову техніку.

## Арешт, суд та помилування
У грудні 2004 року ФСБ заарештувала Скрипаля за звинуваченням у співпраці з розвідкою Великої Британії. В ході розслідування кримінальної справи, порушеної за ст. 275 КК РФ («Державна зрада»), з'ясувалося, що Скрипаль під час проходження військової служби в Головному розвідувальному управлінні Збройних Сил Росії в 1995 році був завербований МІ-6. Це сталося під час відрядження до Іспанії, де Скрипаль працював військовим аташе посольства Росії. За словами генерал-майора ГРУ у відставці, історика спецслужб Валерія Мальованого, для вербування Скрипаля була використана так звана «медова пастка», що на шпигунському жаргоні має на увазі інтимний зв'язок з об'єктом вербування. Організатором вербування Скрипаля був британський кадровий розвідник Пабло Міллер, який працював під ім'ям Антоніо Алварес де Ідальго.
Після повернення з Іспанії Скрипаль керував управлінням кадрів ГРУ і в силу цієї обставини добре знав особистості російських військових розвідників, які працювали під прикриттям в різних країнах. Від Скрипаля британська розвідка МІ-6 отримала інформацію про декілька десятків російських агентів за кордоном. Після звільнення в кінці 1999 року з військової служби Скрипаль продовжив співпрацювати з британською розвідкою, для зустрічей з її представниками виїжджав за кордон — в Іспанію, на Мальту і в Британію.
Встановлене в Росії стеження за Скрипалем підтвердило, що підозрюваний спілкувався з акредитованими в Москві британськими дипломатами, а в Великій Британії — з агентами Секретної розвідувальної служби МІ-6. Скрипаль передавав британцям секретні відомості про російські військові об'єкти, серед них — про військовий космодром Плесецьк в Архангельській області, в цілому близько 20 тисяч цілком таємних документів. Становлячі державну таємницю відомості, які Скрипаль передавав британцям після звільнення з військової служби, він здобував через колишніх товаришів по службі. За даними слідства, Скрипаль завдав істотної шкоди обороноздатності і безпеки Росії. На кожній конспіративній зустрічі, за даними ФСБ, представники британської розвідки за отриману інформацію виплачували Скрипалю грошову винагороду в іноземній валюті. Він також мав рахунок в іспанському банку, куди йому щомісяця перераховувалися кошти. Всього Скрипаль за 9 років співпраці з британською розвідкою, за даними слідчих ФСБ, отримав близько 100 тисяч доларів.
В ході слідства Скрипаль визнав себе винним. Дав докладні свідчення про свою діяльність, що було враховано судом як пом'якшувальна обставина при призначенні покарання. 9 серпня 2006 року Московський окружний військовий суд виніс обвинувальний вирок, Скрипаль був позбавлений всіх звань і засуджений на 13 років позбавлення волі в колонії суворого режиму. Громадянства Росії Скрипаль позбавлений не був.
9 липня 2010 президент Росії Д. А. Медведєв підписав указ про помилування чотирьох громадян Росії, в тому числі і Скрипаля, задовольнивши їхні прохання про помилування. При цьому враховувалося те, що всі засуджені вже понесли покарання (так, Скрипаль до моменту помилування перебував в місцях позбавлення волі близько 5 з половиною років). Помилування вироблено в рамках операції з обміну чотирьох громадян Росії, засуджених за шпигунство на користь США і Великої Британії, які відбувають покарання в Росії, на десятьох агентів російських спецслужб (громадян Росії), затриманих в США в червні 2010 року. За твердженням сайту Lenta.ru, список російських ув'язнених для обміну був запропонований американською владою.

## Життя у Британії
Після звільнення Скрипаль оселився разом з сім'єю (дружиною, сином і дочкою) на південному заході Британії, в невеликому містечку Солсбері, де також проживав ветеран британської розвідки Міллер, який завербував Скрипаля. У Великій Британії Скрипаль читав лекції про російську військову розвідку в МІ-6 і курсантам військових академій, а також давав консультації з військово-розвідувальних питань.

## Отруєння 4 березня 2018

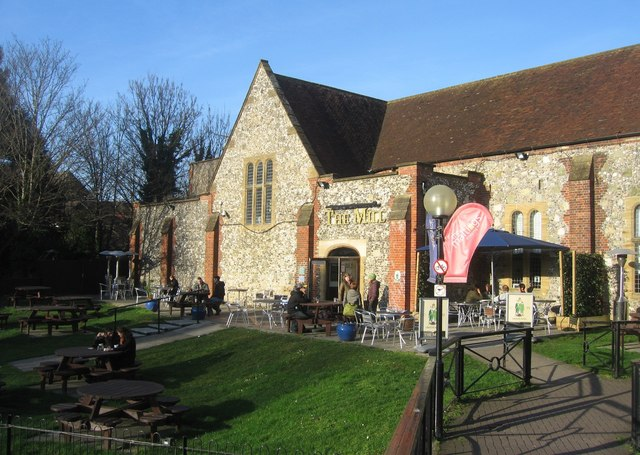
Кафе-паб The Mill, який відвідали Скрипалі в день отруєння

4 березня 2018 року, у неділю о 16:15 за Гринвічем, за даними поліції Уілтшира, Скрипаль і його 33-річна дочка Юлія були знайдені непритомними на лавці біля торгового центру в Солсбері. Вони були терміново госпіталізовані в лікарню міста в стані важкого отруєння. Обоє постраждалих, а також співробітник поліції, який першим прибув на місце події, опинилися в реанімації в комі. Глава контртерористичного відділу Скотленд-Ярду заявив, що отруєння було скоєно за допомогою отруйних речовин нервово-паралітичної дії. Російська сторона повідомила, що не має ніякої додаткової інформації про подію і висловила згоду співпрацювати зі слідством.
У Британії кваліфікували отруєння Скрипаля як замах на вбивство.
У виступі перед парламентом 12 березня 2018 року прем'єр-міністр Великої Британії Тереза Мей заявила, що замах на вбивство колишнього російського офіцера ГРУ Сергія Скрипаля був здійснений із використанням отруйної речовини нервово-паралітичної дії з сімейства «Новичок». Міністр закордонних справ Великої Британії Борис Джонсон передав через російського посла вимогу до уряду Росії надати «повну та вичерпну інформацію» про стан програми «Новичок» Організації із заборони хімічної зброї до кінця вівторка (13 березня). Якщо російській владі не вдасться надати переконливу та правдиву інформацію (англ. credible response), уряд Великої Британії вважатиме цей випадок незаконним застосуванням сили Російською Федерацією проти Об'єднаного королівства.
За словами Віла Мірзаянова (завдяки якому світ дізнався про отруйні речовини «Новичок»), цей зразок хімічної зброї був навмисно створений для того, аби завдавати непоправної шкоди. Навіть якщо і вдасться врятувати життя Сергію Скрипалю та його доньці, вони до кінця своїх днів залишаться інвалідами та потребуватимуть спеціалізованої медичної допомоги.
Як припускає Юрій Фельштинський, Скрипаля і його дочку отруїли представники російських спецслужб за наказом Путіна, отрутою, яка вже попередньо була випробувана в Москві (в 1995 році подібно був отруєний у Москві відомий політик і бізнесмен Іван Ківеліді), а сама отрута виготовлена в державному оборонному хімічному центрі Шихани у Саратовській області.
18 травня 2018 року Національна служба охорони здоров'я Англії повідомила про виписку Сергія Скрипаля із міського шпиталю Солсбері.

## Подальша доля
У 2019—2020 роках, протягом року Скрипалі жили в безпечному місці в Британії, перебуваючи під захистом Таємної служби розвідки (МІ-6). У червні 2020-го року Сергій Скрипаль та його донька Юлія змінили імена та переїхали з Британії до Нової Зеландії. Зміну імен та гроші для початку нового життя було надано урядом Британії.

## Смерті в родині Скрипаля
Після події Скотланд-Ярд зайнявся також розслідуванням обставин смерті дружини і сина Скрипаля. За п'ять років Скрипаль втратив трьох членів своєї сім'ї. Дружина Скрипаля Людмила померла від раку в жовтні 2012 року в Британії у віці 59 років.
У 2016 році помер старший брат Скрипаля. 2017 року під час поїздки в Санкт-Петербург у віці 43 років від «гострої печінкової недостатності» помер його син Олександр (1974—2017). За іншими даними, його вбили у автомобільній катастрофі. Скрипаль зміг організувати транспортування тіла з Росії і поховав сина на кладовищі в Солсбері поруч з матір'ю.
Члени сім'ї Скрипаля заявляють, що всі ці смерті виглядають підозріло.

## Реакція політиків та ЗМІ
Міністр закордонних справ Британії Борис Джонсон заявив, Британія рішуче відповість у випадку, якщо буде знайдено докази причетності РФ до отруєння.
Першою реакцією європейських журналістів-оглядачів була можливість бойкоту ЧС-2018 з футболу в Росії з боку Британії. Згодом з'явилися припущення аналітиків, що замах на Скрипаля може спровокувати повномасштабну війну спецслужб.
12 березня 2018 року прем'єр-міністр Британії Тереза Мей у виступі в парламенті заявила, що якщо російській владі не вдасться надати переконливу та правдиву інформацію (англ. credible response) стосовно стану програми зі створення бойових отруйних речовин «Новичок», то уряд Британії вважатиме даний випадок незаконним застосуванням сили Російською Федерацією проти Об'єднаного королівства

## Офіційна реакція Уряду Британії
14 березня 2018 року Уряд Британії прийняв низку дієвих заходів, як реакцію на отруєння Скрипаля та зневажливу поведінку урядових органів Росії:
- З країни терміново висилаються 23 російських дипломати, яких Лондон вважає співробітниками розвідки. Їм надають тиждень на збори і виїзд з країни. Прем'єр підкреслила, що ця висилка стане найбільшою за останні 30 років і «підірве діяльність російської розвідки в Британії на довгі роки».

- Британія також відкликає запрошення голові російського МЗС Сергію Лаврову відвідати Лондон.

- Британські високопосадовці та члени королівської родини не поїдуть на Чемпіонат світу з футболу, який пройде влітку в Росії.

- Лондон має намір посилити контроль приватних літаків і посилити перевірки на всіх митницях.[25]